# Pararge macroleucocinia
Pararge macroleucocinia är en fjärilsart som beskrevs av Ruggero Verity 1935. Pararge macroleucocinia ingår i släktet Pararge och familjen praktfjärilar. Inga underarter finns listade i Catalogue of Life.